# Gustavo Antuña
Gustavo Antuña (Montevideo, 2 de enero de 1970), popularmente conocido como Topo, es un músico y guitarrista uruguayo. Es conocido por su labor en las bandas de rock alternativo Buenos Muchachos y El Cuarteto de Nos. Además, integra el cuarteto instrumental Ojos del Cielo, donde figura como guitarrista, y ha colaborado con otros proyectos musicales, como la agrupación experimental Tráfico.

## Biografía
Nació el 2 de enero de 1970 en Montevideo. Creció en el barrio Malvín de esa ciudad. Desde joven mostró interés por el rock, siendo influenciado por bandas como Pink Floyd. Inicialmente consideró estudiar arquitectura, pero finalmente se orientó a la música: cursó estudios de guitarra en la Escuela Universitaria de Música de Montevideo durante siete años. En el ámbito musical se le conoce habitualmente por el apodo «Topo».

## Discografia
Con El Cuarteto de Nos:
- Bipolar (2009)
- Porfiado (2012)
- Habla Tu Espejo (2014)
- Apocalipsis Zombi (2017)
- Jueves (2019)
- Lámina Once (2022)
- Puertas (2025)

Con Buenos Muchachos:
- Nunca Fui Yo (1996)
- Aire Rico (1998)
- Dendritas contra el bicho feo (2000)
- Amanecer Búho (2003)
- Uno con uno y así sucesivamente (2006)
- Se Pule La Colmena (2011)
- Nidal (2015)
- #8 (2017)
- Vendrás a verte morir (2020)

Con Ojos del Cielo:
- Ojos Del Cielo (2002)
- Ojos Del Cielo II (2008)

## Carrera musical

### Buenos Muchachos
La banda se formó a principios de los años 1990 en Montevideo. En 1991, los ensayos iniciales de la banda comenzaron en un garaje del barrio Malvín con la participación de Pedro Dalton y Gustavo Antuña. «Topo» ha sido guitarrista de Buenos Muchachos desde esa época fundacional. Con ese grupo ha grabado varios discos de estudio; hasta 2017 la banda había editado ocho álbumes, desde Nunca fui yo (1996) hasta un disco homónimo sin título (2017). El sitio oficial de Buenos Muchachos consigna que la formación actual del grupo incluye a Gustavo Antuña en guitarra.

### El Cuarteto de Nos
En 2009, se incorporó como guitarrista al grupo El Cuarteto de Nos, banda de rock alternativo uruguaya fundada en 1980. Su primera participación en el grupo fue en el álbum Porfiado (2012): este disco fue el primero donde aparecen los nuevos integrantes Santiago Marrero y Gustavo Antuña junto a los miembros originales. Desde entonces figura como guitarrista líder y corista en la banda. Con El Cuarteto de Nos participó en los discos posteriores a Porfiado, incluyendo Habla tu espejo (2014), Puertas (2025) y otros álbumes de la década de 2010 y 2020.

### Ojos del Cielo
También forma parte de Ojos del Cielo, un cuarteto de música instrumental formado en 1994 en Montevideo. En 2020 este grupo estaba integrado por Marcelo Fernández y el «Topo» en guitarras. La banda publicó su primer disco homónimo Ojos del Cielo en 2002 bajo el sello Pulmón Records, y un segundo álbum en 2008 por Bizarro Records. En ambos trabajos figura Antuña como guitarrista junto a Fernández.

### Otros proyectos
Ha participado en otros proyectos musicales de la escena uruguaya. Desde fines de la primera década de 2000 fue miembro del colectivo Tráfico, una banda de rock experimental integrada por varios músicos de distintos grupos nacionales. Tráfico se formó alrededor de 2009 y ha contado con Antuña como guitarrista eléctrico. Además de tocar en Tráfico, en su trayectoria ha colaborado con diversos artistas y proyectos locales, por ejemplo, en conjuntos vinculados a músicos como Roberto Musso, aunque sus principales ocupaciones han sido con las bandas mencionadas.